# Stadio Jassim bin Hamad
Lo stadio Jassim bin Hamad è uno stadio usato esclusivamente per le partite di calcio che si trova a Doha, capitale del Qatar. Ospita le partite casalinghe dell'Al-Sadd.
Lo stadio, inaugurato nel 1975, può ospitare fino a 12.946 posti a sedere e tutti i settori sono completamente coperti. Fu ristrutturato 2004 per ospitare al meglio le partite della Coppa delle Nazioni del Golfo. Nel 2011 lo stadio ospitò alcune partite della Coppa d'Asia tenutasi in Qatar. Nel 2014 e nel 2016 ha ospitato la Supercoppa italiana.
È intitolato all'ex erede al trono Jassim bin Hamad bin Khalifa Al Thani, già presidente dell'Al-Sadd.

## Eventi
- Coppa delle Nazioni del Golfo

Si è disputata nello stadio la finale della Coppa delle Nazioni del Golfo 2004, che ha visto la vittoria della Qatar contro l'Oman dopo i tiri di rigore.
- XV Giochi asiatici

Lo stadio ha ospitato la finale del torneo di calcio, conclusasi con la vittoria per 1-0 dei padroni di casa del Qatar contro l'Iraq.
- Supercoppa italiana 2014

Si è disputata il 22 dicembre 2014. La sfida ha visto contrapposte la Juventus, vincitrice della Serie A 2013-2014, e il Napoli, detentore della Coppa Italia 2013-2014, con vittoria degli azzurri dopo i rigori.
- Supercoppa italiana 2016

Sì è disputata il 23 dicembre 2016. La sfida ha visto contrapposte la Juventus, vincitrice della Serie A 2015-2016, e il Milan qualificato come finalista della Coppa Italia 2015-2016, anch'essa vinta dalla Juventus. A trionfare è stato il Milan, anche in quest'occasione ai rigori.